# Itsuo Tsuda
Itsuo Tsuda (japonès: 津田 逸夫, Tsuda Itsuo; 3 de maig de 1914 – 10 de març de 1984), va ser un escriptor, filòsof i professor d'aikido japonès i l'introductor del seitai a Europa.

## Llibres[2]
- Le Non Faire
- La voie du dépouillement
- La science du particulier
- Un
- Le dialogue du silence
- Le triangle instable
- Même si je ne pense pas, je suis
- La voie des dieux
- Face à la science

## Més informació
- Scuola della Respirazione a Milà (Itàlia) (italià) (anglès) (francès) (castellà)